# Плейнфілд (Пенсільванія)
Плейнфілд (англ. Plainfield) — переписна місцевість (CDP) в США, в окрузі Камберленд штату Пенсільванія. Населення — 443 особи (2020).

## Географія
Плейнфілд розташований за координатами 40°12′4″ пн. ш. 77°17′0″ зх. д. / 40.20111° пн. ш. 77.28333° зх. д. (40.201172, -77.283278).  За даними Бюро перепису населення США в 2010 році переписна місцевість мала площу 1,67 км², уся площа — суходіл.

## Демографія
Згідно з переписом 2010 року, у переписній місцевості мешкало 399 осіб у 164 домогосподарствах у складі 115 родин. Густота населення становила 238 осіб/км².  Було 173 помешкання (103/км²).
Расовий склад населення:
| - 97,2 % — білих - 1,5 % — чорних або афроамериканців - 0,3 % — азіатів |

До двох чи більше рас належало 0,5 %. Частка іспаномовних становила 1,8 % від усіх жителів.
За віковим діапазоном населення розподілялося таким чином: 23,8 % — особи молодші 18 років, 58,7 % — особи у віці 18—64 років, 17,5 % — особи у віці 65 років та старші. Медіана віку мешканця становила 38,1 року. На 100 осіб жіночої статі у переписній місцевості припадало 100,5 чоловіків;  на 100 жінок у віці від 18 років та старших — 93,6 чоловіків також старших 18 років.
Середній дохід на одне домашнє господарство  становив 50 542 долари США (медіана — 29 926), а середній дохід на одну сім'ю — 57 642 долари (медіана — 47 083). Медіана доходів становила 32 500 доларів для чоловіків та 48 333 долари для жінок. За межею бідності перебувало 4,4 % осіб, у тому числі 13,2 % дітей у віці до 18 років та 0,0 % осіб у віці 65 років та старших.
Цивільне працевлаштоване населення становило 167 осіб. Основні галузі зайнятості: науковці, спеціалісти, менеджери — 22,8 %, виробництво — 19,2 %, фінанси, страхування та нерухомість — 12,6 %, транспорт — 10,8 %.